# Пісня про кохання (Роквелл)
Пісня про кохання (англ. The Love Song) — картина, котру створив художник Норман Роквелл зі Сполучених Штатів у 1926 році.

## Дещо про художника
Незважаючи на старанність виконання ілюстрації і картин та замовних портретів в останні роки (що потребувало від художника довгого часу), творчий спадок художника нарахував майже чотири тисячі оригіналів. Увага пересічних американців і діячів мистецтва до його обкладинок журналів і ілюстрацій мала не тільки схвальні оцінки, а і критику за спрощеність ситуацій, сентиментальність і солодкавість, малореалістичність через підтягування персонажів до якогось ідеалу. Сучасний аналіз додав до несхвальних рис митця — ознаки кітчу і прилаштування до тогочасних смаків, прагнення подобатись натовпу.
Норман Роквелл вдало грав на стереотипах американців і за словами письменника Володимира Набокова непогану художню техніку митець використав на банальні ситуації. На популярність Роквелла як художника вплинула підтримка президента Сполучених Штатів Теодора Рузвельта. Рузвельт декларував у власній промові про чотири свободи (чотири права американців на гідне життя), а художник створив картини як візуальний ряд про ці чотири права. Так художній бік картин був поставлений поза будь-яку критику, вони отримали недоторканість, були переведені у плакати, що отримали мільйонні наклади. Але в конституцію США були внесені лише два права (свобода слова та свобода віросповідання), а не чотири, як в промові президента.
Тим не менше американці визнали його внесок в живопис і сприяли створенню музею Нормана Роквелла у місті Стокбрідж.

## Опис твору
Інший бік здібностей Нормана Роквелла розкрився в картині «Пісня про кохання». Це картина в побутовому жанрі. Назва не досить точна, бо в картині ніхто не співає. Біля столу зручно розташувались два старих музиканти — з кларнетом та з флейтою. Вони старанно виводять мелодію самої пісні, що і породило назву картини.
На приємну мелодію зреагували не тільки самі музиканти, а і служниця, котра прибирала приміщення. Вона покинула роботу і заслухалась гри. В картині звертали увагу детально розроблені деталі інтер'єру — вікно з деревами, папка з репродукціями, старовинний годинник на стіні, парасолька, недбало кинута на підлогу, строката скатертина на столі. За музикантами розташована мапа. Відомо, що Норман Роквелл був колекціонером і збирав старі мапи. Одну з них він і використав у власній картині.